# Il gioco della morte
Il gioco della morte (이재, 곧 죽습니다?, Ijae, got jukseumnidaLR; lett. "Yee-jae, presto morirai") è una serie televisiva sudcoreana trasmessa su Tving dal 15 dicembre 2023 al 5 gennaio 2024, tratta dall'omonimo webtoon del 2019 di Lee Won-sik e Ggulchan. In lingua italiana è disponibile su Prime Video.

## Trama
Choi Yee-jae, un giovane uomo che non trova lavoro da sette anni, tenta il suicidio, ma la Morte, offesa dalla sua mancanza di preoccupazione verso l'idea di morire, decide di punirlo facendolo giocare a un gioco per il quale dovrà reincarnarsi e morire dodici volte prima di raggiungere l'aldilà. Tuttavia, se una qualsiasi delle dodici incarnazioni sopravvivrà, Yee-jae potrà continuare a vivere. Il ragazzo inizia quindi a chiedersi se le cose sarebbero andate diversamente se avesse vissuto la vita degli altri.

## Personaggi e interpreti
- Choi Yee-jae, interpretato da Seo In-guk
- Morte, interpretata da Park So-dam